# José Amorín Batlle
José Gerardo Amorín Batlle (Montevidéu, 9 de novembro 1954) é um advogado e político uruguaio.
Eleito deputado (2005-2010) e senador (desde 2010) pelo Partido Colorado. Foi ministro em 2004-2005.